# Acuitzio
Acuitzio è una municipalità dello stato di Michoacán, nel Messico centrale, il cui capoluogo è la località di Acuitzio del Canje.
La municipalità conta 10.987 abitanti (2010) e ha un'estensione di 176,29 km².
Il nome della località significa luogo dei serpenti.